# Justicia runyonii
Justicia runyonii är en akantusväxtart som beskrevs av John Kunkel Small. Justicia runyonii ingår i släktet Justicia och familjen akantusväxter. Inga underarter finns listade i Catalogue of Life.